# PCI
Vodilo PCI (angl. Peripheral Component Interconnect) je sinhrono 32- oz. 64-bitno vzporedno vodilo, ki ga je uvedel Intel skupaj z novim procesorjem Pentium. Omogoča povezavo severnega in južnega mostu ter povezavo perifernih naprav na matično ploščo računalnika, npr. mrežne ali zvočne kartice, SCSI vmesnika ipd. Nanj lahko priključimo do deset krmilnih naprav. Nadomestil je vodilo ISA.